# Buhån
Buhån är en sjö i Malung-Sälens kommun i Dalarna och ingår i Dalälvens huvudavrinningsområde. Sjön har en area på 0,0613 kvadratkilometer och ligger 420,1 meter över havet.

## Delavrinningsområde
Buhån ingår i det delavrinningsområde (674604-138513) som SMHI kallar för Utloppet av Östra Håarna. Medelhöjden är 480 meter över havet och ytan är 18,09 kvadratkilometer. Räknas de 4 avrinningsområdena uppströms in blir den ackumulerade arean 40,14 kvadratkilometer. Lyan som avvattnar avrinningsområdet har biflödesordning 5, vilket innebär att vattnet flödar genom totalt 5 vattendrag innan det når havet efter 409 kilometer. Avrinningsområdet består mestadels av skog (64 procent) och sankmarker (25 procent). Avrinningsområdet har 0,29 kvadratkilometer vattenytor vilket ger det en sjöprocent på 1,6 procent.